# Yuanshi
Yuanshi léase Yuán-Shi (en chino simplificado, 平山县; pinyin, Yuánshì xiàn) es un condado bajo la administración directa de la ciudad-prefectura de Shijiazhuang en la provincia de Hebei,al noreste República Popular China. Su centro urbano se localiza en una zona de valle de los montes Taihang a 63 metros sobre el nivel del mar, en las riberas del río Hai. Su área total es de 68 km² y su población proyectada para 2010 fue más de 400 mil habitantes.

## Administración
El condado de Yuanshi se dividen en 21 pueblos , que se administran en 1 subdistrito,6 poblados y 9 villas:
Subdistritos:
- Chengqu (城区街道)

Poblados:
- Huaiyang (槐阳镇), Nanyin (南因镇), Nanzuo (南佐镇), Yincun (殷村镇), Jicun (姬村镇), Songcao (宋曹镇)

Villas:
- Dongzhang (东张乡), Zhaotong (赵同乡), Macun (马村乡), Beichu (北褚乡), Suyang  (苏阳乡), Sucun (苏村乡), Beizheng  (北正乡), Qianxian (前仙乡), Heishuihe (黑水河乡)

## Palong
Palong (蟠龙湖) es un complejo turístico que tiene de atracción principal un lago artificial. Está ubicado a 22 km al suroeste del dentro de la ciudad. El área total es de 14 kilómetros cuadrados, el área de agua  es de 3,5 km², es un centro de ocio y entretenimiento que reúne gente de todo China. En 1996, el lago fue nombrado turismo provincial local.
El lago Palong (蟠龙湖) anteriormente llamado embalse Bayi (一水库) es una construcción para captar las aguas del río Ziya (子牙河), un afluente del Hai, fue construido en 1959 y tiene capacidad para almacenar 49,2 millones de metros cúbicos, área de influencia de 139 kilómetros cuadrados, a una altitud de 114,4 metros.
Lleva su nombre por el cercano templo antiguo Palong. En su entrada se encuentran unos árboles, que después de una intensa sequía que duró años se secaron, pero en la primavera de 1995 con las lluvias volvieron a germinar. La noticia se expandió rápido, y la gente lo tomó con sentido espiritual.